# Ленинградское время
«Ленинградское время» — третий студийный альбом группы «Секрет», выпущенный Всесоюзной фирмой «Мелодия» на грампластинках 23 августа 1989 года.
Альбом состоит из 10 песен и был записан за 20 дней звукорежиссёром Юханом Прууалом в студии грамзаписи фирмы «Мелодия» в Таллине в августе 1988 года. Причём сразу в двух вариантах — русскоязычном и англоязычном. Англоязычный вариант официально не был издан, однако в Интернете можно найти записи нескольких песен. По словам гитариста Андрея Заблудовского, Юхан Прууал по звучанию ориентировался на Status Quo.
Обложка «Ленинградского времени» является отсылкой к альбому Let It Be группы The Beatles, и, по словам участников группы, символизирует равноправие в коллективе.
Восемь из десяти песен были переизданы компанией Sintez records на компакт-диске «Бит-квартет Секрет» в 1994 году. Несколько песен («Лиза», «Блюз бродячих собак», «Домой», «Беспечный ездок») были ранее опубликованы на магнитоальбоме «Сердце северных гор» в немного других аранжировках. Причём последняя вошла в «Бит-квартет Секрет» (1994).
Последний концерт бит-квартета в оригинальном составе состоялся 20 января 1990 года в швейцарском городе Швиц, после чего Максим Леонидов покинул группу. Следующий альбом в классическом составе Леонидов—Фоменко—Заблудовский—Мурашов был записан лишь спустя 25 лет: «Всё это и есть любовь» (2014).

## Список композиций
Слова и музыка — М. Леонидов и Н. Фоменко, если не указано иное.
| №  | Название                        | Текст песни | Музыка                | Длительность |
| -- | ------------------------------- | ----------- | --------------------- | ------------ |
| 1. | «Домой»                         |             |                       | 4:04         |
| 2. | «Ленинградское время»           |             |                       | 5:08         |
| 3. | «Лиза»                          | Д. Рубин    | Д. Рубин, М. Леонидов | 5:32         |
| 4. | «Блюз бродячих собак»           |             |                       | 3:46         |
| 5. | «Одна в трёхкомнатной квартире» |             |                       | 4:12         |

| №   | Название              | Текст песни           | Музыка      | Длительность |
| --- | --------------------- | --------------------- | ----------- | ------------ |
| 6.  | «Беспечный ездок»     |                       |             | 4:28         |
| 7.  | «Мама»                |                       |             | 4:44         |
| 8.  | «Отказали тормоза»    |                       |             | 4:24         |
| 9.  | «Прощай ночь, прости» |                       |             | 4:20         |
| 10. | «Ветер новых дней»    | М. Леонидов, Д. Рубин | М. Леонидов | 4:22         |

## Реакция и критика
Альбом был встречен положительно. В апреле 1989 года Сергей Муравьёв в журнале «Мелодия» писал об альбоме следующее:

А в том, что «Секрет» не стоит на месте, думаю, сомневаться не приходится. И пример тому — записанный на «Мелодии» альбом «Ленинградское время», композиции которого (в сравнении с прошлыми работами ансамбля) сложнее по своей гармонии и богаче оттенками, рассчитаны на более сложное восприятие, несут в себе далеко не спекулятивный, ставший обязательной данью нашему неспокойному времени, социально-сатирический заряд. Наверняка мало кого оставят равнодушными песни с пластинки: «Беспечный ездок» и «Блюз бродячих собак», «Ветер новых дней» и само «Ленинградское время».

В ноябре 1989 года редактор советского издания журнала Metal Hammer похвалил альбом и отметил, что в аранжировках песен появились «элементы, ранее не свойственные группе» («Беспечный ездок»), а социальная тематика «обрела более конкретные формы» («Ленинградское время»).
В 2014 году радиостанция «Серебряный дождь» включила альбом в перечень «50 культовых пластинок фирмы „Мелодия“».

## Участники записи
- Максим Леонидов — пение, ритм-гитара, клавишные;[1]
- Николай Фоменко — пение, бас-гитара;
- Андрей Заблудовский — пение, соло-гитары;
- Алексей Мурашов — пение, барабаны, тарелки;
- Звукорежиссёр — Юхан Прууал;
- Редактор текста пластинки — О. Глушкова;
- Художественное оформление пластинки — Г. Гамазина.

## Кавер-версии
В 2003 году группа выпустила трибьют-альбом «Секретные материалы», состоящий из кавер-версий в исполнении ведущих рок-исполнителей страны. В трибьют вошли 4 кавера на песни альбома «Ленинградское время» — «Домой» исполнили Николай Расторгуев и группа «Любэ», заглавную композицию спели «Чиж & Co», «Одну в трёхкомнатной квартире» Вячеслав Бутусов и «Ю-Питер», а «Беспечного ездока» «ЧайФ».
А в 2022 году кавер-версии на 3 композиции: «Домой», «Ленинградское время», «Беспечный ездок» вошли в мюзикл «Ничего не бойся, я с тобой» по песням группы и в саундтрек к нему.